# Чемпионат мира по академической гребле 1982
12-й чемпионат мира по академической гребле прошёл с 25 по 29 августа 1982 года на озере Ротзе в Люцерне (Швейцария).

## Медалисты

### Мужчины
| Дисциплина                | Золото | Золото  | Серебро | Серебро | Бронза | Бронза  |
| ------------------------- | --- | ------- | --- | ------- | --- | ------- |
| Одиночки M1x              | Рюдигер Райхе ГДР | 7:00,67 | Василий Якуша СССР | 7:01,15 | Джон Биглоу США | 7:02,08 |
| Двойки парные M2x         | Норвегия · Рольф Торсен · Альф Хансен | 6:23,66 | ГДР · Клаус Крёппелин · Йоахим Драйфке | 6:25,36 | Чехословакия · Зденек Пецка · Вацлав Вохоска | 6:28,08 |
| Двойки без рулевых M2-    | Норвегия · Ханс Грепперуд · Сверре Лёкен | 6:41,98 | ГДР · Карл Эртель · Ульф Зауэрбрай | 6:44,88 | Нидерланды · Сьёрд Хукстра · Йост Адема | 6:45,72 |
| Двойки с рулевыми M2+     | Италия · Кармине Аббаньяле · Джузеппе Аббаньяле · Джузеппе Ди Капуа (рул) | 6:59,63 | ГДР · Юрген Зайфарт · Карстен Шмелинг · Хендрик Райхер (рул) | 7:01,55 | Чехословакия · Милан Долечек · Милан Шкопек · Олдржих Гейдушек (рул) | 7:02,07 |
| Четвёрки парные M4x       | ГДР · Карл-Хайнц Бусерт · Уве Мунд · Уве Хеппнер · Мартин Винтер | 5:55,50 | ФРГ Альберт Хеддерих Раймунд Хёрман Дитер Виденман Михаэль Дюрш                                                                                                  | 5:59,10 | СССР · Виктор Рудакович · Владимир Колдышкин · Александр Здравомыслов · Валерий Клешнёв                                                                                             | 6:00,90 |
| Четвёрки без рулевых M4-  | Швейцария Бруно Зайле Юрг Вайтнауэр Ханс-Конрад Трюмплер Штефан Нецле | 6:10,41 | СССР · Виталий Елисеев · Александр Кулагин · Валерий Долинин · Алексей Камкин                                                                                    | 6:11,82 | Румыния · Петру Йосуб · Валериу Тома · Даниэл Войкулеску · Константин Аироае | 6:12,32 |
| Четвёрки с рулевыми M4+   | ГДР · Томас Грайнер · Ханс Зенневальд · Ульрих Конс · Ульрих Диснер · Андреас Грегор (рул)                                                                                               | 6:19,04 | Чехословакия · Войтех Цаска · Йозеф Нештицкий · Ян Кабргел · Карел Неффе · Иржи Птак (рул)                                                                       | 6:21,69 | США · Эндрю Саддат · Чарльз Альтекрузе · Джон Эверетт · Фредерик Борчелт · Роберт Джогстеттер (рул)                                                                                 | 6:25,33 |
| Восьмёрки M8+             | Новая Зеландия · Лесли О’Коннелл · Майкл Стэнли · Эндрю Стивенсон · Джордж Кейс · Роджер Парсонс · Кристофер Уайт · Энтони Брук · Дэвид Роджер · Эндрю Хей (рул)                         | 5:36,99 | ГДР · Йенс Добершюц · Ханс-Петер Коппе · Герхард Ибелер · Йёрг Фридрих · Ральф Брудель · Харальд Ерлинг · Бернд Низекке · Бернд Хёинг · Клаус-Дитер Людвиг (рул) | 5:39,17 | СССР · Жоржс Тикмерс · Димантс Кришьянис · Дзинтарс Кришьянис · Виктор Омельянович · Виктор Дидук · Владимир Крылов · Зигмантас Гудаускас · Николай Соломахин · Юрис Берзиньш (рул) | 5:39,52 |
| Лёгкий вес                | |         | |         | |         |
| Одиночки LM1x             | Раймунд Хаберль Австрия | 7:12,57 | Скотт Руп США | 7:14,26 | Лука Мильяччо Италия | 7:14,58 |
| Двойки парные LM2x        | Италия · Франческо Эспозито · Руджеро Веррока | 6:34,85 | США · Пол Фукс · Уильям Бельден | 6:37,28 | Швейцария Курт Стайнер Пий Зроц | 6:38,87 |
| Четвёрки без рулевых LM4- | Италия · Марко Романо · Даниэле Бошин · Паоло Мартинелли · Паскуале Айезе | 6:17,79 | Испания · Гильермо Гаскон · Хосе де Марко · Энрике Брионес · Луис Морено                                                                                         | 6:19,68 | Дания · Микаэль Эсперсен · Флемминг Йенсен · Ларс Пёрнеки · Ким Хагстед | 6:20,33 |
| Восьмёрки LM8+            | Италия · Витторио Валентинис · Мауро Торта · Франко Пантано · Валентино Тонтодонати · Ренцо Борсини · Ланфранко Борсини · Клаудио Кастильони · Леонардо Салани · Джузеппе Ди Капуа (рул) | 5:49,45 | Дания · Микаэль Дьервиг · Йёрн Йёргенсен · Ивар Мёльгор · Арне Хёйлунн · Сёрен Ханссон · Сёрен Кристенсен · Ян Кристенсен · Бент Франссон · Ян Расмуссен (рул)   | 5:50,47 | Испания · Фернандо Климент · Анхель Саэс · Франсиско Гойкоэчеа · Антонио Элисальде · Альберто Молина · Анхель Виана · Хавьер Пуэртас · Дионисио Редондо · Хосе Дельгадо (рул)       | 5:51,90 |

### Женщины
| Дисциплина             | Золото | Золото  | Серебро | Серебро | Бронза | Бронза  |
| ---------------------- | --- | ------- | --- | ------- | --- | ------- |
| Одиночки W1x           | Ирина Фетисова СССР | 3:42,83 | Валерия Рэчилэ Румыния | 3:42,92 | Стефани Фостер Новая Зеландия | 3:44,61 |
| Двойки парные W2x      | СССР · Елена Братишко · Антонина Махина | 3:19,47 | ГДР · Керстин Кирст · Мартина Шрётер | 3:23,05 | Канада · Дженис Мейсон · Лайза Рой | 3:26,49 |
| Двойки распашные W2-   | ГДР · Сильвия Фрёлих · Марита Зандиг | 3:32,41 | Польша · Малгожата Длужевская · Чеслава Костяньская | 3:34,58 | Канада · Элизабет Крейг · Патриша Смит | 3:35,93 |
| Четвёрки парные W4x+   | СССР · Лариса Попова · Елена Хлопцева · Ольга Каспина · Татьяна Башкатова · Мария Земскова (рул)                                                                    | 3:07,58 | ГДР · Ютта Хампе · Хайди Вестфаль · Корнелия Линзе · Ютта Плох · Андреа Рост (рул)                                                                                       | 3:12,48 | Румыния · Мария Маковичук · Маричика Цэран · Элисабета Оленюк · София Корбан · Екатерина Оанча (рул)                                                         | 3:16,63 |
| Четвёрки распашные W4+ | СССР · Светлана Семёнова · Валентина Семёнова · Галина Степанова · Лариса Заварзина · Нина Черемисина (рул)                                                         | 3:17,16 | США · Кэтрин Килер · Кэрол Бауэр · Харриет Меткалф · Барбара Кирч · Валери Макклейн (рул)                                                                                | 3:19,55 | Румыния · Родика Арба · Михаэла Армэшеску · Аурора Дарко · Елена Хорват · Кристина Дину (рул)                                                                | 3:19,71 |
| Восьмёрки W8+          | СССР · Елена Макушкина · Людмила Коноплёва · Нина Уманец · Елена Терёшина · Наталья Яценко · Марина Студнева · Раиса Долигойда · Сармите Стоне · Нина Фролова (рул) | 2:57,97 | США · Элизабет Майлз · Ширил О’Стин · Кристин Норелиус · Джанет Харвилл · Дженнифер Маршалл · Джолин Эспарса · Джейн Макдугалл · Кристен Торснесс · Нанетт Бернаду (рул) | 3:01,50 | ГДР · Ангелика Ноак · Уте Штайндорф · Забине Портиус · Карола Хорниг · Штефани Гётцельт · Зигрид Андерс · Ирис Рудольф · Карин Метце · Кирстен Венцель (рул) | 3:02,89 |

## Командный зачёт
| Место | Страна         | Золото | Серебро | Бронза | Всего |
| ----- | -------------- | ------ | ------- | ------ | ----- |
| 1     | СССР           | 5      | 2       | 2      | 9     |
| 2     | ГДР            | 4      | 6       | 1      | 11    |
| 3     | Италия         | 4      | 0       | 1      | 5     |
| 4     | Норвегия       | 2      | 0       | 0      | 2     |
| 5     | Новая Зеландия | 1      | 0       | 1      | 2     |
| 5     | Швейцария      | 1      | 0       | 1      | 2     |
| 7     | Австрия        | 1      | 0       | 0      | 1     |
| 8     | США            | 0      | 4       | 2      | 6     |
| 9     | Румыния        | 0      | 1       | 3      | 4     |
| 10    | Чехословакия   | 0      | 1       | 2      | 3     |
| 11    | Дания          | 0      | 1       | 1      | 2     |
| 11    | Испания        | 0      | 1       | 1      | 2     |
| 13    | Польша         | 0      | 1       | 0      | 1     |
| 13    | ФРГ            | 0      | 1       | 0      | 1     |
| 15    | Канада         | 0      | 0       | 2      | 2     |
| 16    | Нидерланды     | 0      | 0       | 1      | 1     |
| Всего | Всего          | 18     | 18      | 18     | 54    |

 Страна — хозяйка соревнований